# Nazario Stradi
Nazario Stradi (17. prosince 1824 Koper – 14. května 1915 Koper) byl rakouský právník a politik italské národnosti z Istrie, v 2. polovině 19. století poslanec Říšské rady.

## Biografie
Byl aktivní v italském národním hnutí. Psal vlastenecké básně.
Profesí byl advokátem. Politicky se angažoval. Již v prvních volbách v roce 1861 se stal poslancem Istrijského zemského sněmu za kurii, obvod Koper.
Zasedal rovněž coby poslanec Říšské rady (celostátního parlamentu Předlitavska), kam nastoupil v doplňovacích volbách roku 1877 za kurii velkostatkářskou v Istrii. Slib složil 16. září 1877. V roce 1877 se uvádí jako Dr. Nazario Stradi, soukromník, bytem Piran. V roce 1878 zasedal v pětičlenném poslaneckém klubu Italů.